# Channel 9 (Microsoft)
Channel 9 è un sito della comunità Microsoft pensato per i propri clienti e creato nel 2004. Ospita canali video, discussioni, podcast, screencast e interviste.
Channel 9, lanciato nel 2004 quando la reputazione aziendale di Microsoft aveva raggiunto il minimo, ed è stato il primo blog dell'azienda. Prende il nome dal canale audio della United Airlines che consente ai passeggeri dell'aereo di ascoltare conversazioni non filtrate nella cabina di pilotaggio, per riflettere la sua strategia di pubblicazione di conversazioni tra gli sviluppatori Microsoft, piuttosto che il suo presidente Bill Gates, che in precedenza era stato il "volto" di Microsoft. Ciò ha reso un'alternativa economica alla Professional Developers Conference di Microsoft, quindi la principale piattaforma pubblica in cui clienti e sviluppatori esterni potevano parlare con i dipendenti Microsoft senza l'intervento del dipartimento PR dell'azienda.
Il team di Channel 9 ha prodotto interviste con Bill Gates, Erik Meijer e Mark Russinovich.
Channel 9 in precedenza presentava un wiki basato sul FlexWiki di Microsoft. Il wiki era stato usato per fornire feedback ad hoc a vari team Microsoft come il team di Internet Explorer e anche a team come Patterns & Practices per promuovere la discussione, sebbene alcuni team siano migrati a CodePlex.